# Eriko Sanmiya
Eriko Sanmiya (Japans: 三宮恵利子,Sanmiya Eriko) (Kushiro, 19 september 1974) is een Japans oud-langebaanschaatser.
Sanmiya was gespecialiseerd in de sprintafstanden 500 en 1000 meter. Na de Olympische Winterspelen van 1998 in eigen land stootte de Japanse bij internationale wedstrijden door naar de top en ging ze meedoen om de prijzen. Ze won zes wereldbekerwedstrijden (2 x 500 en 4 x 1000 meter) en eindigde daarmee viermaal op het eindpodium van de wereldbeker, allen brons. Bij het WK Sprint van 2001 bereikte ze het hoogtepunt van haar carrière door zilver te winnen achter de Duitse Monique Garbrecht.

## Resultaten
| jaar | Olympische Spelen  | Wereldbeker        | WK Afstanden       | WK Sprint |
| ---- | ------------------ | ------------------ | ------------------ | --------- |
| 1995 |                    | 19e 500m 19e 1000m |                    | -         |
| 1996 |                    | 13e 500m 9e 1000m  | 16e 500m 11e 1000m | -         |
| 1997 |                    | 19e 500m 14e 1000m | -                  | 18e       |
| 1998 | 11e 500m 8e 1000m  | 7e 500m 10e 1000m  | 11e 500m 14e 1000m | 14e       |
| 1999 |                    | 500m · 4e 1000m    | 8e 500m 14e 1000m  | 11e       |
| 2000 |                    | 500m · 1000m       | 5e 500m 7e 1000m   | 4e        |
| 2001 |                    | 4e 500m · 1000m    | 11e 1000m          | Zilver    |
| 2002 | 11e 500m 17e 1000m | 12e 500m 13e 1000m |                    | 14e       |

### Medaillespiegel
| kampioenschap     | goud | zilver | brons |
| ----------------- | ---- | ------ | ----- |
| Olympische Spelen | 0    | 0      | 0     |
| Wereldbeker       | 0    | 0      | 4     |
| WK Afstanden      | 0    | 0      | 0     |
| WK Sprint         | 0    | 1      | 0     |